# Marguerite d'Este
Marguerite d'Este (Modène, 1619 – Mantoue, 12 novembre 1692) est une princesse de Modène et de Reggio et duchesse consort de Guastalla.

## Biographie
Marguerite d'Este est la fille d'Alphonse III d'Este, duc de Modène et de Reggio de 1628 à 1629, et d'Isabelle de Savoie. Ses grands-parents maternels sont Charles-Emmanuel Ier et la princesse Catherine-Michelle d'Autriche, fille de Philippe II d'Espagne.
Le 25 juin 1647, elle épouse Ferdinand III de Guastalla, duc de Guastalla.
Marguerite n'ayant pas eu de fils, à la mort de son mari, le titre passe à leur fille aînée, Anne-Isabelle, qui devient duchesse en 1678, sous le nom d'Isabelle Ire.
Marguerite d'Este meurt à Mantoue, le 12 novembre 1692.

## Descendance
Marguerite et Ferrante ont deux filles :
- Anne-Isabelle de Guastalla (Guastalla, 12 février 1655-Mantoue, 11 août 1703), qui épouse Charles III Ferdinand de Mantoue, duc de Mantoue ;
- Marie-Victoire de Guastalla (Guastalla, 1659-Guastalla, 5 septembre 1707), qui épouse Vincent Ier de Guastalla.